# Antoinette d'Albert de Luynes
Antoinette d'Albert de Luynes (?-1644), fut la Dame d'atours de la reine de France Anne d'Autriche (1601-1666) de 1615 à 1626.

## Biographie
Fille d'Honoré d'Albert, seigneur de Luynes, et d'Anne de Rodulph, sœur de Charles d'Albert de Luynes, elle épousa en 1605 Barthélémy, seigneur de Vernet, et en 1628 Henri-Robert de La Marck (1575-1652). 
Lorsque le roi Louis XIII se maria en 1615, grâce à son frère qui était le conseiller et le favori du souverain, elle occupa le deuxième poste le plus important de la maison de la reine, tandis que son mari devenait gouverneur de Calais. Toutefois, elle n'occupa réellement ce poste qu'en 1619, car jusqu'à cette année-là, comme la plupart des membres français de la cour de la reine, elle devait partager sa place avec les membres de sa suite espagnole. En 1619, cependant, la cour espagnole d'Anne d'Autriche fut expulsée et elle entra pleinement en fonction. 
C’est l’un des témoins que le roi a interrogés au cours de son enquête sur le scandale de l’adultère présumé entre la reine et le duc de Buckingham. Il en ressort que, en tant que dame d'atours, elle avait négligé d’observer la reine et avait donné à la reine et Buckingham l’occasion d’être seuls. Elle fut donc renvoyée par le roi.

## Sources
- Kleinman, Ruth: Anne of Austria. Queen of France.  (ISBN 0-8142-0429-5). Ohio State University Press (1985)
- The Married Life of Anne of Austria, Queen of France, Mother of Louis XIV., and Don Sebastian, King of Portugal, Historical Studies, Tinsley Brothers, 1865